# Hongo yesquero

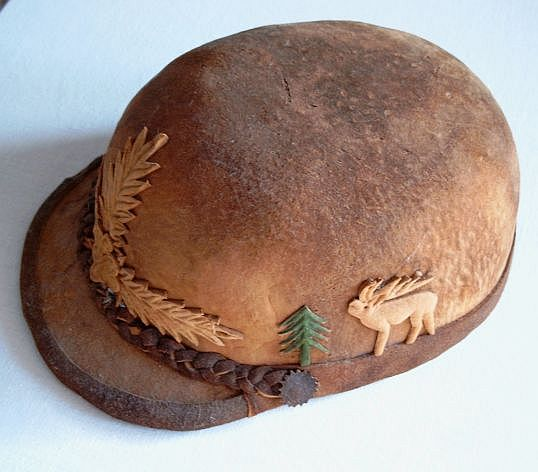
Gorro rumano hecho de amadou.

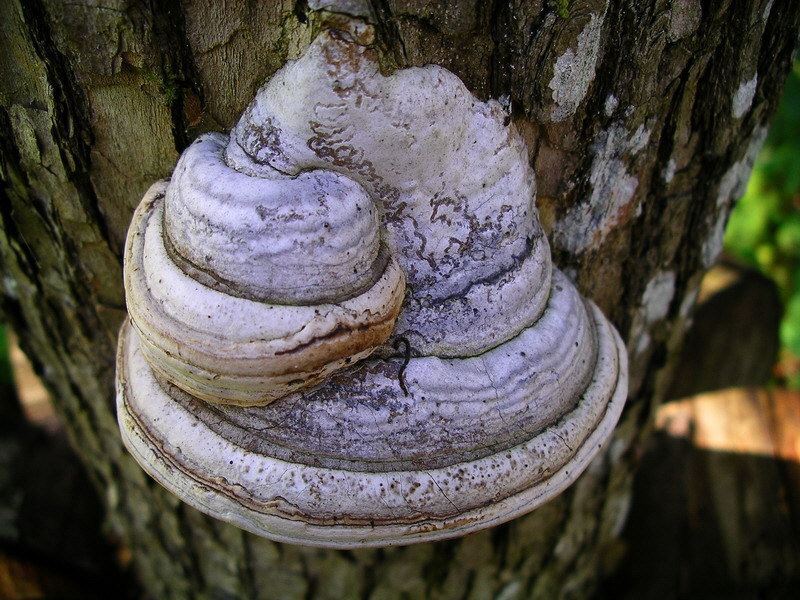
Fomes fomentarius.

El amadou es una sustancia inflamable y esponjosa, preparada a partir de hongos que crecen en los troncos de los árboles. La especie generalmente utilizada es Fomes fomentarius (anteriormente Ungulina fomentaría o Polyporus fomentarius) u "hongo de yesca" (que en inglés se conoce también "hongo pezuña de caballo"). La piel de la amadou se puede encontrar en la parte semiexterior del hongo justo bajo la piel externa y por encima de los poros. Se utiliza tradicionalmente como yesca, a modo de eslabón portátil.

## Usos
El amadou tiene una gran capacidad de absorción de agua. Se utiliza en la pesca con mosca para secar las moscas que se han mojado al emplearlas. Otro uso es la fabricación de un tejido de fieltro que se utiliza en la confección de sombreros y otros artículos.
El Amadou era un recurso valioso para los pueblos antiguos. Les permitía iniciar un fuego al capturar las chispas producidas al golpear piedra sílex contra hierro pyrites. Una prueba notable de este hecho fue proporcionada por el descubrimiento de los restos de 5.000 años de antigüedad de "Ötzi ", que traía trozos de amadou en su excursión alpina antes de su muerte y posterior entierro por el hielo.

## Descripción
La especie es muy conocida por su empleo para hacer fuego. Esta especie, al igual que otras, tal como Phellinus igniarius, puede ser utilizada para preparar amadou, una yesca. El amadou se produce a partir de la carne del hongo. El cuerpo del hongo es sumergido en agua antes de ser cortado en tiras, que luego son machacadas y estiradas, separando las fibras. El material obtenido es denominado "amadou rojo". El agregado de pólvora o nitro produce una yesca aún más potente. La pulpa era utilizada para fabricar ropas, incluidos gorros, guantes y breeches. El amadou era utilizado por los dentistas como medicina, quienes lo empleaban para secar el diente, y los cirujanos que lo empleaban como un antihemorrágico. Aún se emplea en la actualidad en la pesca con mosca para secar moscas artificiales. En Europa y especialmente en Bohemia se han hallado otros elementos de vestimentas y hasta marcos de cuadros y ornamentos fabricados con este hongo. Se sabe que el hongo era utilizado para prender fuegos en Hedeby, y existen pruebas que indican que el hongo ya era utilizado en el 3000 a. C. Cuando se encontró el cuerpo de Ötzi el hombre de hielo de 5000 años de antigüedad, se descubrió que transportaba cuatro trozos de F. fomentarius. Estudios químicos permitieron establecer que los transportaba para usarlos como yesca.